# III liga polska w piłce nożnej (grupa II)
Grupa II III ligi – jedna z czterech grup III ligi piłki nożnej, które są rozgrywkami czwartego poziomu ligowego piłki nożnej mężczyzn w Polsce.
Grupa ta powstała w 2016 roku, gdy po sezonie 2015/16 w wyniku reorganizacji rozgrywek III ligi piłki nożnej w Polsce Grupa I (nieoficjalna nazwa: pomorsko-zachodniopomorska) została połączona z Grupą II (nieoficjalna nazwa: kujawsko-pomorsko-wielkopolska).
Za rozgrywki toczące się w tej grupie odpowiedzialny na przemian jest: Kujawsko-Pomorski Związek Piłki Nożnej z siedzibą w Bydgoszczy, Pomorski Związek Piłki Nożnej z siedzibą w Gdańsku, Wielkopolski Związek Piłki Nożnej z siedzibą w Poznaniu oraz Zachodniopomorski Związek Piłki Nożnej z siedzibą w Szczecinie, a występuje w nich 18 drużyn z województw: kujawsko-pomorskiego, pomorskiego, wielkopolskiego i zachodniopomorskiego.

## Mistrzowie ligi
| Sezon             | Poziom | Mistrz            | Wicemistrz        | 3. miejsce                 |
| awans do II ligi: |        |                   |                   |                            |
| 2016/17           | IV     | Gwardia Koszalin  | Lech II Poznań    | Bałtyk Gdynia              |
| 2017/18           | IV     | Elana Toruń       | Świt Skolwin      | Bałtyk Gdynia              |
| 2018/19           | IV     | Lech II Poznań    | KKS 1925 Kalisz   | Radunia Stężyca            |
| 2019/201          | IV     | KKS 1925 Kalisz   | Radunia Stężyca   | Świt Skolwin               |
| 2020/21           | IV     | Radunia Stężyca   | Świt Skolwin      | Polonia Środa Wielkopolska |
| 2021/22           | IV     | Kotwica Kołobrzeg | Olimpia Grudziądz | Unia Janikowo              |
| 2022/23           | IV     | Olimpia Grudziądz | Pogoń II Szczecin | Polonia Środa Wielkopolska |
| 2023/24           | IV     | Świt Szczecin     | Elana Toruń       | Unia Swarzędz              |

Objaśnienia:
1. Decyzją Wielkopolskiego Związku Piłki Nożnej z 14 maja 2020 z powodu sytuacji epidemicznej związanej z koronawirusem COVID-19 w Polsce rozgrywki sezonu 2019/2020 zostały zakończone po rozegraniu 18 kolejek.

## Sezon 2022/2023

### Drużyny
W III lidze, grupie II w sezonie 2022/2023 występowało 18 drużyn, które walczyły o miejsce premiowane awansem do II ligi. Trzy ostatnie zespoły spadają do IV ligi. Liczba spadkowiczów może zwiększyć się zależnie od liczby drużyn spadających z lig wyższych.
| Uczestnicy sezonu 2021/2022 | Uczestnicy sezonu 2021/2022 | Uczestnicy sezonu 2021/2022 | Uczestnicy sezonu 2021/2022 |
| --------------------------- | --------------------------- | --------------------------- | --------------------------- |
| OGR                         | Olimpia Grudziądz           | 2                           |                             |
| UNI                         | Unia Janikowo               | 3                           |                             |
| PO2                         | Pogoń II Szczecin           | 4                           |                             |
| NSK                         | Pogoń Nowe Skalmierzyce     | 5                           |                             |
| KLE                         | Sokół Kleczew               | 6                           |                             |
| ŚWS                         | Świt Szczecin               | 7                           |                             |
| ZAW                         | Zawisza Bydgoszcz           | 8                           |                             |
| BŁS                         | Błękitni Stargard           | 9                           |                             |
| ŚRW                         | Polonia Środa Wielkopolska  | 10                          |                             |
| KPS                         | KP Starogard Gdański        | 11                          |                             |
| GNI                         | Stolem Gniewino             | 12                          |                             |
| JAR                         | Jarota Jarocin              | 13                          |                             |
| BAŁ                         | Bałtyk Gdynia               | 14                          |                             |
| CAR                         | Cartusia Kartuzy            | 151                         |                             |

| Spadek z II ligi 2021/2022                                                                                    | Spadek z II ligi 2021/2022 | Spadek z II ligi 2021/2022 | Spadek z II ligi 2021/2022 |
| --- | -------------------------- | -------------------------- | -------------------------- |
| brak spadkowicza                                                                                              |                            |                            |                            |
| Awans z IV ligi 2021/2022                                                                                     |                            |                            |                            |
| grupa kujawsko-pomorska                                                                                       |                            |                            |                            |
| USK | Unia Solec Kujawski        | 12                         |                            |
| grupa pomorska                                                                                                |                            |                            |                            |
| GGD | Gedania Gdańsk             | 1                          |                            |
| grupa wielkopolska                                                                                            |                            |                            |                            |
| UNS | Unia Swarzędz              | 1                          |                            |
| grupa zachodniopomorska                                                                                       |                            |                            |                            |
| WOL | Vineta Wolin               | 1                          |                            |
| Oznaczenia: - kolumna pierwsza – skróty nazw drużyn, - kolumna trzecia – miejsce zajęte w poprzednim sezonie. |                            |                            |                            |

Objaśnienia:
1. GKS Przodkowo przed startem rozgrywek połączył się z Cartusią Kartuzy (10. drużyna gdańskiej klasy O, grupa I) i w sezonie 2022/2023 będzie występował w III lidze pod nazwą Cartusia Kartuzy.
2. W kujawsko-pomorskiej IV lidze Unia Solec Kujawski i Włocłavia Włocławek zakończyły rozgrywki ex aequo na 1-2. miejscu. O mistrzostwie i awansie do III ligi zadecydował dodatkowy mecz barażowy, który Unia wygrała 2:1.

### Tabela
| Lp. | Drużyna                    | M  | Z  | R  | P  | Bramki | Bramki | Różn. | Pkt | Uwagi             | Bezpośrednio |
| --- | -------------------------- | -- | -- | -- | -- | ------ | ------ | ----- | --- | ----------------- | ------------ |
| 1   | Olimpia Grudziądz (M) (A)  | 34 | 23 | 7  | 4  | 73     | 18     | +55   | 76  | Awans do II ligi  |              |
| 2   | Pogoń II Szczecin          | 34 | 20 | 9  | 5  | 69     | 25     | +44   | 69  |                   |              |
| 3   | Polonia Środa Wielkopolska | 34 | 20 | 4  | 10 | 75     | 54     | +21   | 64  |                   |              |
| 4   | Zawisza Bydgoszcz          | 34 | 19 | 5  | 10 | 69     | 45     | +24   | 62  |                   |              |
| 5   | Gedania Gdańsk             | 34 | 19 | 4  | 11 | 63     | 59     | +4    | 61  |                   |              |
| 6   | KP Starogard Gdański       | 34 | 17 | 8  | 9  | 44     | 35     | +9    | 59  |                   |              |
| 7   | Świt Szczecin              | 34 | 16 | 7  | 11 | 61     | 41     | +20   | 55  |                   |              |
| 8   | Pogoń Nowe Skalmierzyce    | 34 | 16 | 6  | 12 | 51     | 46     | +5    | 54  |                   |              |
| 9   | Sokół Kleczew              | 34 | 14 | 5  | 15 | 53     | 48     | +5    | 47  |                   |              |
| 10  | Unia Swarzędz              | 34 | 11 | 11 | 12 | 37     | 42     | −5    | 44  |                   |              |
| 11  | Cartusia Kartuzy1          | 34 | 11 | 10 | 13 | 37     | 40     | −3    | 43  |                   |              |
| 12  | Błękitni Stargard          | 34 | 10 | 12 | 12 | 46     | 45     | +1    | 42  |                   |              |
| 13  | Stolem Gniewino            | 34 | 9  | 9  | 16 | 33     | 52     | −19   | 36  |                   |              |
| 14  | Unia Solec Kujawski        | 34 | 9  | 8  | 17 | 40     | 59     | −19   | 35  |                   |              |
| 15  | Vineta Wolin               | 34 | 8  | 11 | 15 | 47     | 66     | −19   | 35  |                   |              |
| 16  | Jarota Jarocin (S)         | 34 | 9  | 6  | 19 | 41     | 69     | −28   | 33  | Spadek do IV ligi |              |
| 17  | Bałtyk Gdynia (S)          | 34 | 8  | 4  | 22 | 43     | 70     | −27   | 28  | Spadek do IV ligi |              |
| 18  | Unia Janikowo2             | 34 | 2  | 4  | 28 | 17     | 85     | −68   | 10  | Drużyna wycofana  |              |

## Sezon 2021/2022

### Drużyny
W III lidze, grupie II w sezonie 2021/2022 występowało 18 drużyn, które walczyły o miejsce premiowane awansem do II ligi. Trzy ostatnie zespoły spada do IV ligi. Liczba spadkowiczów może zwiększyć się zależnie od liczby drużyn spadających z lig wyższych.
| Uczestnicy sezonu 2020/2021 | Uczestnicy sezonu 2020/2021 | Uczestnicy sezonu 2020/2021 | Uczestnicy sezonu 2020/2021 |
| --------------------------- | --------------------------- | --------------------------- | --------------------------- |
| ŚWS                         | Świt Szczecin               | 2                           |                             |
| ŚRW                         | Polonia Środa Wielkopolska  | 3                           |                             |
| KPS                         | KP Starogard Gdański        | 4                           |                             |
| ELA                         | Elana Toruń                 | 5                           |                             |
| BAŁ                         | Bałtyk Gdynia               | 6                           |                             |
| PRZ                         | GKS Przodkowo               | 7                           |                             |
| PO2                         | Pogoń II Szczecin           | 8                           |                             |
| KOT                         | Kotwica Kołobrzeg           | 9                           |                             |
| KLE                         | Sokół Kleczew               | 10                          |                             |
| UNI                         | Unia Janikowo               | 11                          |                             |
| JAR                         | Jarota Jarocin              | 12                          |                             |
| BAK                         | Bałtyk Koszalin             | 131                         |                             |

| Spadek z II ligi 2020/2021                                                                                    | Spadek z II ligi 2020/2021 | Spadek z II ligi 2020/2021 | Spadek z II ligi 2020/2021 |
| --- | -------------------------- | -------------------------- | -------------------------- |
| OGR | Olimpia Grudziądz          | 17                         |                            |
| BŁS | Błękitni Stargard          | 18                         |                            |
| BYT | Bytovia Bytów              | 191                        |                            |
| Awans z IV ligi 2020/2021                                                                                     |                            |                            |                            |
| grupa kujawsko-pomorska                                                                                       |                            |                            |                            |
| ZAW | Zawisza Bydgoszcz          | 1                          |                            |
| grupa pomorska                                                                                                |                            |                            |                            |
| GNI | Stolem Gniewino            | 1                          |                            |
| grupa wielkopolska                                                                                            |                            |                            |                            |
| NSK | Pogoń Nowe Skalmierzyce    | 1                          |                            |
| grupa zachodniopomorska                                                                                       |                            |                            |                            |
| STA | Kluczevia Stargard         | 1                          |                            |
| Oznaczenia: - kolumna pierwsza – skróty nazw drużyn, - kolumna trzecia – miejsce zajęte w poprzednim sezonie. |                            |                            |                            |

Objaśnienia:
1. Spadkowicz z II ligi Bytovia Bytów z powodów finansowych zrezygnowała z gry w III lidze, w związku z czym dodatkowo utrzymał się Bałtyk Koszalin.

### Tabela
| Lp. | Drużyna                    | M  | Z  | R  | P  | Bramki | Bramki | Różn. | Pkt | Uwagi                                           | Bezpośrednio |
| --- | -------------------------- | -- | -- | -- | -- | ------ | ------ | ----- | --- | ----------------------------------------------- | ------------ |
| 1   | Kotwica Kołobrzeg (M) (A)  | 34 | 24 | 6  | 4  | 75     | 25     | +50   | 78  | Awans do II ligi                                |              |
| 2   | Olimpia Grudziądz          | 34 | 24 | 5  | 5  | 77     | 24     | +53   | 77  |                                                 |              |
| 3   | Unia Janikowo              | 34 | 18 | 6  | 10 | 62     | 47     | +15   | 60  |                                                 |              |
| 4   | Pogoń II Szczecin          | 34 | 16 | 10 | 8  | 60     | 36     | +24   | 58  | PO2 – NSK 0:0 NSK – PO2 2:2                     |              |
| 5   | Pogoń Nowe Skalmierzyce    | 34 | 17 | 7  | 10 | 54     | 42     | +12   | 58  | PO2 – NSK 0:0 NSK – PO2 2:2                     |              |
| 6   | Sokół Kleczew              | 34 | 17 | 5  | 12 | 53     | 39     | +14   | 56  | KLE – ŚWS 3:0 ŚWS – KLE 0:1                     |              |
| 7   | Świt Szczecin              | 34 | 16 | 8  | 10 | 56     | 37     | +19   | 56  | KLE – ŚWS 3:0 ŚWS – KLE 0:1                     |              |
| 8   | Zawisza Bydgoszcz          | 34 | 14 | 8  | 12 | 57     | 51     | +6    | 50  |                                                 |              |
| 9   | Błękitni Stargard          | 34 | 13 | 6  | 15 | 48     | 54     | −6    | 45  |                                                 |              |
| 10  | Polonia Środa Wielkopolska | 34 | 12 | 7  | 15 | 40     | 63     | −23   | 43  |                                                 |              |
| 11  | KP Starogard Gdański       | 34 | 11 | 9  | 14 | 44     | 51     | −7    | 42  |                                                 |              |
| 12  | Stolem Gniewino            | 34 | 10 | 11 | 13 | 43     | 66     | −23   | 41  |                                                 |              |
| 13  | Jarota Jarocin             | 34 | 9  | 9  | 16 | 40     | 47     | −7    | 36  | JAR - 7pkt; 3:2 BAŁ - 5pkt; 5:3 PRZ - 4pkt; 2:5 |              |
| 14  | Bałtyk Gdynia              | 34 | 10 | 6  | 18 | 44     | 57     | −13   | 36  | JAR - 7pkt; 3:2 BAŁ - 5pkt; 5:3 PRZ - 4pkt; 2:5 |              |
| 15  | GKS Przodkowo              | 34 | 9  | 9  | 16 | 40     | 51     | −11   | 36  | JAR - 7pkt; 3:2 BAŁ - 5pkt; 5:3 PRZ - 4pkt; 2:5 |              |
| 16  | Bałtyk Koszalin (S)        | 34 | 9  | 8  | 17 | 40     | 58     | −18   | 35  | Spadek do IV ligi                               |              |
| 17  | Kluczevia Stargard (S)     | 34 | 7  | 5  | 22 | 28     | 65     | −37   | 26  | Spadek do IV ligi                               |              |
| 18  | Elana Toruń1 (S)           | 34 | 6  | 3  | 25 | 36     | 84     | −48   | 21  | Spadek do IV ligi                               |              |

Źródło: 90 minut 
Oznaczenia: (M) – tytuł mistrzowski, (A) – awans, (S) – spadek.
Zasady ustalania kolejności: 1. liczba zdobytych punktów w całym cyklu rozgrywek; 2. liczba punktów zdobyta w meczach bezpośrednich; 3. różnica bramek w meczach bezpośrednich; 4. różnica bramek w meczach bezpośrednich – bramki zdobyte na wyjeździe liczone podwójnie; 5. różnica bramek w całym cyklu rozgrywek; 6. liczba zdobytych bramek w całym cyklu rozgrywek. 
Bezpośrednio: stosowane, gdy dwie lub więcej drużyn mają identyczny dorobek punktowy.
Objaśnienia:
Liczba spadkowiczów może zwiększyć się zależnie od liczby drużyn spadających z lig wyższych.

### Najlepsi strzelcy
| Bramki | Strzelcy            | Drużyna                                               |
| ------ | ------------------- | ----------------------------------------------------- |
| 23     | Jakub Bojas         | Olimpia Grudziądz                                     |
| 18     | Kamil Żylski        | Zawisza Bydgoszcz                                     |
| 16     | Przemysław Kędziora | Unia Janikowo                                         |
| 14     | Hubert Antkowiak    | Polonia Środa Wielkopolska (8), Olimpia Grudziądz (6) |
| 14     | Grzegorz Goncerz    | Kotwica Kołobrzeg                                     |
| 14     | Michał Marczak      | Bałtyk Gdynia                                         |
| 12     | Damian Niedojad     | Błękitni Stargard                                     |

## Sezon 2020/2021

### Drużyny
W III lidze, grupie II w sezonie 2020/2021 występowało 22 drużyn, które walczyły o miejsce premiowane awansem do II ligi. Siedem ostatnich zespołów spada do IV ligi. Liczba spadkowiczów może zwiększyć się zależnie od liczby drużyn spadających z lig wyższych.
| Uczestnicy sezonu 2019/2020 | Uczestnicy sezonu 2019/2020 | Uczestnicy sezonu 2019/2020 | Uczestnicy sezonu 2019/2020 |
| --------------------------- | --------------------------- | --------------------------- | --------------------------- |
| RST                         | Radunia Stężyca             | 2                           |                             |
| ŚWS                         | Świt Szczecin               | 3                           |                             |
| KOT                         | Kotwica Kołobrzeg           | 4                           |                             |
| MGN                         | Mieszko Gniezno             | 5                           |                             |
| UNI                         | Unia Janikowo               | 6                           |                             |
| KLE                         | Sokół Kleczew               | 7                           |                             |
| KPS                         | KP Starogard Gdański        | 8                           |                             |
| ŚRW                         | Polonia Środa Wielkopolska  | 9                           |                             |
| PO2                         | Pogoń II Szczecin           | 10                          |                             |
| CHP                         | Chemik Police               | 11                          |                             |
| GWK                         | Gwardia Koszalin            | 12                          |                             |
| BAK                         | Bałtyk Koszalin             | 13                          |                             |
| NLB                         | Nielba Wągrowiec            | 14                          |                             |
| JAR                         | Jarota Jarocin              | 15                          |                             |
| GKN                         | Górnik Konin                | 16                          |                             |
| NOS                         | Grom Nowy Staw              | 171                         |                             |
| BAŁ                         | Bałtyk Gdynia               | 18                          |                             |

| Spadek z II ligi 2019/2020                                                                                    | Spadek z II ligi 2019/2020 | Spadek z II ligi 2019/2020 | Spadek z II ligi 2019/2020 |
| --- | -------------------------- | -------------------------- | -------------------------- |
| ELA | Elana Toruń                | 16                         |                            |
| GRW | Gryf Wejherowo             | 18                         |                            |
| Awans z IV ligi 2019/2020                                                                                     |                            |                            |                            |
| grupa kujawsko-pomorska                                                                                       |                            |                            |                            |
| PTO | Pomorzanin Toruń           | 1                          |                            |
| grupa pomorska                                                                                                |                            |                            |                            |
| PRZ | GKS Przodkowo              | 1                          |                            |
| grupa wielkopolska                                                                                            |                            |                            |                            |
| UNS | Unia Swarzędz              | 2                          |                            |
| grupa zachodniopomorska                                                                                       |                            |                            |                            |
| FLO | Flota Świnoujście          | 1                          |                            |
| Oznaczenia: - kolumna pierwsza – skróty nazw drużyn, - kolumna trzecia – miejsce zajęte w poprzednim sezonie. |                            |                            |                            |

Objaśnienia:
1. Grom Nowy Staw mimo utrzymania w III lidze, w związku z brakiem wystarczających funduszy, w sezonie 2020/21 zrezygnował z gry w III lidze i przystąpił do gry w pomorskiej IV lidze.
2. LKS Gołuchów, mistrz IV ligi wielkopolskiej nie otrzymał licencji na grę w III lidze, dzięki czemu awansował wicemistrz Unia Swarzędz.

### Runda I (kwalifikacyjna)

#### Tabela
| Lp. | Drużyna                    | M  | Z  | R | P  | Bramki | Bramki | Różn. | Pkt | Uwagi                               |
| --- | -------------------------- | -- | -- | - | -- | ------ | ------ | ----- | --- | ----------------------------------- |
| 1   | Radunia Stężyca            | 21 | 18 | 1 | 2  | 69     | 12     | +57   | 55  | Kwalifikacja do grupy mistrzowskiej |
| 2   | Świt Szczecin              | 21 | 15 | 5 | 1  | 46     | 12     | +34   | 50  | Kwalifikacja do grupy mistrzowskiej |
| 3   | Polonia Środa Wielkopolska | 21 | 14 | 5 | 2  | 47     | 20     | +27   | 47  | Kwalifikacja do grupy mistrzowskiej |
| 4   | Elana Toruń                | 21 | 10 | 6 | 5  | 41     | 20     | +21   | 36  | Kwalifikacja do grupy mistrzowskiej |
| 5   | KP Starogard Gdański       | 21 | 11 | 3 | 7  | 29     | 29     | 0     | 36  | Kwalifikacja do grupy mistrzowskiej |
| 6   | GKS Przodkowo              | 21 | 10 | 5 | 6  | 36     | 23     | +13   | 35  | Kwalifikacja do grupy mistrzowskiej |
| 7   | Bałtyk Gdynia              | 21 | 9  | 7 | 5  | 31     | 21     | +10   | 34  | Kwalifikacja do grupy mistrzowskiej |
| 8   | Pogoń II Szczecin          | 21 | 10 | 4 | 7  | 48     | 39     | +9    | 34  | Kwalifikacja do grupy mistrzowskiej |
| 9   | Kotwica Kołobrzeg          | 21 | 8  | 8 | 5  | 32     | 24     | +8    | 32  | Kwalifikacja do grupy spadkowej     |
| 10  | Sokół Kleczew              | 21 | 9  | 3 | 9  | 33     | 32     | +1    | 30  | Kwalifikacja do grupy spadkowej     |
| 11  | Jarota Jarocin             | 21 | 8  | 5 | 8  | 43     | 33     | +10   | 29  | Kwalifikacja do grupy spadkowej     |
| 12  | Bałtyk Koszalin            | 21 | 8  | 5 | 8  | 42     | 36     | +6    | 29  | Kwalifikacja do grupy spadkowej     |
| 13  | Unia Janikowo              | 21 | 8  | 5 | 8  | 32     | 38     | −6    | 29  | Kwalifikacja do grupy spadkowej     |
| 14  | Nielba Wągrowiec           | 21 | 7  | 5 | 9  | 39     | 37     | +2    | 26  | Kwalifikacja do grupy spadkowej     |
| 15  | Pomorzanin Toruń           | 21 | 6  | 8 | 7  | 20     | 22     | −2    | 26  | Kwalifikacja do grupy spadkowej     |
| 16  | Unia Swarzędz              | 21 | 7  | 4 | 10 | 31     | 25     | +6    | 25  | Kwalifikacja do grupy spadkowej     |
| 17  | Gwardia Koszalin           | 21 | 7  | 4 | 10 | 26     | 33     | −7    | 25  | Kwalifikacja do grupy spadkowej     |
| 18  | Flota Świnoujście          | 21 | 6  | 7 | 8  | 24     | 35     | −11   | 25  | Kwalifikacja do grupy spadkowej     |
| 19  | Gryf Wejherowo             | 21 | 6  | 3 | 12 | 31     | 49     | −18   | 21  | Kwalifikacja do grupy spadkowej     |
| 20  | Chemik Police              | 21 | 2  | 3 | 16 | 10     | 63     | −53   | 9   | Kwalifikacja do grupy spadkowej     |
| 21  | Górnik Konin               | 21 | 2  | 2 | 17 | 14     | 54     | −40   | 8   | Kwalifikacja do grupy spadkowej     |
| 22  | Mieszko Gniezno            | 21 | 0  | 2 | 19 | 9      | 76     | −67   | 2   | Kwalifikacja do grupy spadkowej     |

### Runda II (finałowa)

#### Tabela
| Lp.               | Drużyna                    | M  | Z  | R  | P  | Bramki | Bramki | Różn. | Pkt | Uwagi             |
| ----------------- | -------------------------- | -- | -- | -- | -- | ------ | ------ | ----- | --- | ----------------- |
| Grupa mistrzowska |                            |    |    |    |    |        |        |       |     |                   |
| 1                 | Radunia Stężyca (M) (A)    | 35 | 28 | 3  | 4  | 115    | 24     | +91   | 87  | Awans do II ligi  |
| 2                 | Świt Szczecin              | 35 | 25 | 6  | 4  | 75     | 28     | +47   | 81  |                   |
| 3                 | Polonia Środa Wielkopolska | 35 | 23 | 7  | 5  | 76     | 31     | +45   | 76  |                   |
| 4                 | KP Starogard Gdański       | 35 | 19 | 4  | 12 | 48     | 46     | +2    | 61  |                   |
| 5                 | Elana Toruń                | 35 | 15 | 11 | 9  | 59     | 33     | +26   | 56  |                   |
| 6                 | Bałtyk Gdynia              | 35 | 13 | 8  | 14 | 43     | 52     | −9    | 47  |                   |
| 7                 | GKS Przodkowo              | 35 | 11 | 7  | 17 | 42     | 66     | −24   | 40  |                   |
| 8                 | Pogoń II Szczecin          | 35 | 11 | 6  | 18 | 61     | 68     | −7    | 39  |                   |
| Grupa spadkowa    |                            |    |    |    |    |        |        |       |     |                   |
| 9                 | Kotwica Kołobrzeg          | 34 | 16 | 10 | 8  | 59     | 40     | +19   | 58  |                   |
| 10                | Sokół Kleczew              | 34 | 17 | 6  | 11 | 63     | 45     | +18   | 57  |                   |
| 11                | Unia Janikowo              | 34 | 15 | 9  | 10 | 54     | 53     | +1    | 54  |                   |
| 12                | Jarota Jarocin             | 34 | 14 | 7  | 13 | 68     | 49     | +19   | 49  |                   |
| 13                | Bałtyk Koszalin1           | 34 | 13 | 9  | 12 | 63     | 56     | +7    | 48  |                   |
| 14                | Nielba Wągrowiec2 (S)      | 34 | 13 | 8  | 13 | 74     | 59     | +15   | 47  | Spadek do IV ligi |
| 15                | Flota Świnoujście2 (S)     | 34 | 12 | 11 | 11 | 48     | 55     | −7    | 47  | Spadek do IV ligi |
| 16                | Pomorzanin Toruń (S)       | 34 | 11 | 10 | 13 | 39     | 40     | −1    | 43  | Spadek do IV ligi |
| 17                | Unia Swarzędz (S)          | 34 | 11 | 8  | 15 | 51     | 44     | +7    | 41  | Spadek do IV ligi |
| 18                | Gwardia Koszalin (S)       | 34 | 11 | 7  | 16 | 42     | 52     | −10   | 40  | Spadek do IV ligi |
| 19                | Gryf Wejherowo (S)         | 34 | 10 | 6  | 18 | 45     | 64     | −19   | 36  | Spadek do IV ligi |
| 20                | Górnik Konin (S)           | 34 | 7  | 5  | 22 | 32     | 76     | −44   | 26  | Spadek do IV ligi |
| 21                | Chemik Police (S)          | 34 | 4  | 6  | 24 | 28     | 96     | −68   | 18  | Spadek do IV ligi |
| 22                | Mieszko Gniezno (S)        | 34 | 0  | 4  | 30 | 15     | 123    | −108  | 4   | Spadek do IV ligi |

Źródło: 90minut 
Oznaczenia: (M) – tytuł mistrzowski, (A) – awans, (S) – spadek.
Zasady ustalania kolejności: 1. liczba zdobytych punktów; 2. różnica zdobytych bramek; 3. większa liczba zdobytych bramek. 
Objaśnienia:
Liczba spadkowiczów może zwiększyć się zależnie od liczby drużyn spadających z lig wyższych.
1Spadkowicz z II ligi Bytovia Bytów zrezygnowała z gry w III lidze, w związku z czym dodatkowo utrzymał się Bałtyk Koszalin. 

### Najlepsi strzelcy
| Bramki | Strzelcy            | Drużyna                    |
| ------ | ------------------- | -------------------------- |
| 29     | Krzysztof Bartoszak | Jarota Jarocin             |
| 21     | Dawid Retlewski     | Radunia Stężyca            |
| 19     | Dominik Chromiński  | Sokół Kleczew              |
| 19     | Paweł Iskra         | Flota Świnoujście          |
| 19     | Rafał Leśniewski    | Nielba Wągrowiec           |
| 18     | Łukasz Zagdański    | Sokół Kleczew              |
| 17     | Krystian Pawlak     | Polonia Środa Wielkopolska |

## Sezon 2019/2020

### Drużyny
W III lidze, grupie II w sezonie 2019/2020 występowało 18 drużyn, które walczyły o miejsce premiowane awansem do II ligi. Trzy ostatnie zespoły spada do IV ligi. Liczba spadkowiczów może zwiększyć się zależnie od liczby drużyn spadających z lig wyższych.
| Uczestnicy sezonu 2018/2019 | Uczestnicy sezonu 2018/2019 | Uczestnicy sezonu 2018/2019 | Uczestnicy sezonu 2018/2019 |
| --------------------------- | --------------------------- | --------------------------- | --------------------------- |
| KAL                         | KKS 1925 Kalisz             | 2                           |                             |
| RST                         | Radunia Stężyca             | 3                           |                             |
| KOT                         | Kotwica Kołobrzeg           | 4                           |                             |
| MGN                         | Mieszko Gniezno             | 5                           |                             |
| ŚRW                         | Polonia Środa Wielkopolska  | 6                           |                             |
| ŚWS                         | Świt Szczecin               | 7                           |                             |
| BAŁ                         | Bałtyk Gdynia               | 8                           |                             |
| KLE                         | Sokół Kleczew               | 9                           |                             |
| KPS                         | KP Starogard Gdański        | 10                          |                             |
| PO2                         | Pogoń II Szczecin           | 11                          |                             |
| GKN                         | Górnik Konin                | 12                          |                             |
| BAK                         | Bałtyk Koszalin             | 13                          |                             |
| JAR                         | Jarota Jarocin              | 14                          |                             |
| GWK                         | Gwardia Koszalin            | 15                          |                             |

| Spadek z II ligi 2018/2019                                                                                    | Spadek z II ligi 2018/2019 | Spadek z II ligi 2018/2019 | Spadek z II ligi 2018/2019 |
| --- | -------------------------- | -------------------------- | -------------------------- |
| brak spadkowicza                                                                                              |                            |                            |                            |
| Awans z IV ligi 2018/2019                                                                                     |                            |                            |                            |
| grupa kujawsko-pomorska                                                                                       |                            |                            |                            |
| UNI | Unia Janikowo              | 1                          |                            |
| grupa pomorska                                                                                                |                            |                            |                            |
| NOS | Grom Nowy Staw             | 1                          |                            |
| grupa wielkopolska                                                                                            |                            |                            |                            |
| NLB | Nielba Wągrowiec           | 1                          |                            |
| grupa zachodniopomorska                                                                                       |                            |                            |                            |
| CHP | Chemik Police              | 1                          |                            |
| Oznaczenia: - kolumna pierwsza – skróty nazw drużyn, - kolumna trzecia – miejsce zajęte w poprzednim sezonie. |                            |                            |                            |

Objaśnienia:

### Tabela
| Lp. | Drużyna                    | M  | Z  | R | P  | Bramki | Bramki | Różn. | Pkt | Uwagi                       | Bezpośrednio      |
| --- | -------------------------- | -- | -- | - | -- | ------ | ------ | ----- | --- | --------------------------- | ----------------- |
| 1   | KKS 1925 Kalisz (M) (A)    | 18 | 14 | 3 | 1  | 41     | 12     | +29   | 45  | Awans do II ligi            |                   |
| 2   | Radunia Stężyca            | 18 | 11 | 7 | 0  | 37     | 10     | +27   | 40  |                             |                   |
| 3   | Świt Szczecin              | 18 | 11 | 6 | 1  | 30     | 7      | +23   | 39  | ŚWS – KOT 3:1 KOT – ŚWS -:- |                   |
| 4   | Kotwica Kołobrzeg          | 18 | 13 | 0 | 5  | 37     | 22     | +15   | 39  | ŚWS – KOT 3:1 KOT – ŚWS -:- |                   |
| 5   | Mieszko Gniezno            | 18 | 11 | 3 | 4  | 33     | 17     | +16   | 36  |                             |                   |
| 6   | Unia Janikowo              | 18 | 10 | 3 | 5  | 43     | 29     | +14   | 33  |                             |                   |
| 7   | Sokół Kleczew              | 18 | 8  | 3 | 7  | 22     | 22     | 0     | 27  |                             |                   |
| 8   | KP Starogard Gdański       | 18 | 7  | 4 | 7  | 19     | 20     | −1    | 25  |                             |                   |
| 9   | Polonia Środa Wielkopolska | 18 | 6  | 5 | 7  | 28     | 24     | +4    | 23  |                             |                   |
| 10  | Pogoń II Szczecin          | 18 | 6  | 3 | 9  | 23     | 30     | −7    | 21  | PO2 – CHP 2:1 CHP – PO2 -:- |                   |
| 11  | Chemik Police              | 18 | 6  | 3 | 9  | 21     | 27     | −6    | 21  | PO2 – CHP 2:1 CHP – PO2 -:- |                   |
| 12  | Gwardia Koszalin           | 18 | 5  | 3 | 10 | 19     | 37     | −18   | 18  |                             |                   |
| 13  | Bałtyk Koszalin            | 18 | 4  | 5 | 9  | 17     | 35     | −18   | 17  |                             |                   |
| 14  | Nielba Wągrowiec           | 18 | 4  | 4 | 10 | 22     | 38     | −16   | 16  |                             |                   |
| 15  | Jarota Jarocin             | 18 | 3  | 6 | 9  | 18     | 24     | −6    | 15  |                             |                   |
| 16  | Górnik Konin               | 18 | 4  | 2 | 12 | 22     | 37     | −15   | 14  | GKN – NOS -:- NOS – GKN 1:3 |                   |
| 17  | Grom Nowy Staw1 (S)        | 18 | 3  | 5 | 10 | 19     | 35     | −16   | 14  | GKN – NOS -:- NOS – GKN 1:3 | Spadek do IV ligi |
| 18  | Bałtyk Gdynia              | 18 | 3  | 1 | 14 | 12     | 37     | −25   | 10  |                             |                   |

Źródło: wielkopolskizpn.pl 
Oznaczenia: (M) – tytuł mistrzowski, (A) – awans, (S) – spadek.
Zasady ustalania kolejności: 1. liczba zdobytych punktów w całym cyklu rozgrywek; 2. liczba punktów zdobyta w meczach bezpośrednich; 3. różnica bramek w meczach bezpośrednich; 4. różnica bramek w meczach bezpośrednich – bramki zdobyte na wyjeździe liczone podwójnie; 5. różnica bramek w całym cyklu rozgrywek; 6. liczba zdobytych bramek w całym cyklu rozgrywek. 
Bezpośrednio: stosowane, gdy dwie lub więcej drużyn mają identyczny dorobek punktowy.
Objaśnienia:
* W związku z pandemią koronawirusa Zarząd Wielkopolskiego Związku Piłki Nożnej w Poznaniu uchwałą z dnia 14 maja 2020 roku podjął decyzję o zakończeniu sezonu rozgrywkowego 2019/2020. Kolejność drużyn w tabeli po rozegraniu 18 kolejek meczów przyjęta została jako końcowa kolejność rozgrywek w sezonie 2019/2020.
- Zgodnie z powyższą uchwałą podjęto również decyzję, że z III ligi do IV ligi nie spadnie żadna drużyna.

### Najlepsi strzelcy
| Bramki | Strzelcy            | Drużyna                    |
| ------ | ------------------- | -------------------------- |
| 20     | Mateusz Żebrowski   | KKS 1925 Kalisz            |
| 15     | Przemysław Kędziora | Unia Janikowo              |
| 10     | Robert Wesołowski   | Grom Nowy Staw             |
| 9      | Dawid Cempa         | Radunia Stężyca            |
| 9      | Dawid Retlewski     | Kotwica Kołobrzeg          |
| 8      | Taras Jaworśkyj     | Górnik Konin               |
| 8      | Adam Nagórski       | Świt Skolwin               |
| 8      | Adrian Szynka       | Polonia Środa Wielkopolska |
| 8      | Łukasz Zagdański    | Mieszko Gniezno            |

## Sezon 2018/2019

### Drużyny
W III lidze, grupie II w sezonie 2018/2019 występowało 18 drużyn, które walczyły o miejsce premiowane awansem do II ligi. Trzy ostatnie zespoły spada do IV ligi. Liczba spadkowiczów może zwiększyć się zależnie od liczby drużyn spadających z lig wyższych.
| Uczestnicy sezonu 2017/2018 | Uczestnicy sezonu 2017/2018 | Uczestnicy sezonu 2017/2018 | Uczestnicy sezonu 2017/2018 |
| --------------------------- | --------------------------- | --------------------------- | --------------------------- |
| ŚWS                         | Świt Szczecin               | 2                           |                             |
| BAŁ                         | Bałtyk Gdynia               | 3                           |                             |
| LP2                         | Lech II Poznań              | 4                           |                             |
| KAL                         | KKS 1925 Kalisz             | 5                           |                             |
| ŚRW                         | Polonia Środa Wielkopolska  | 6                           |                             |
| KLE                         | Sokół Kleczew               | 7                           |                             |
| KOT                         | Kotwica Kołobrzeg           | 8                           |                             |
| KPS                         | KP Starogard Gdański        | 9                           |                             |
| PO2                         | Pogoń II Szczecin           | 10                          |                             |
| JAR                         | Jarota Jarocin              | 11                          |                             |
| PEL                         | Wierzyca Pelplin            | 12                          |                             |
| WDA                         | Wda Świecie                 | 13                          |                             |
| GKN                         | Górnik Konin                | 14                          |                             |

| Spadek z II ligi 2017/2018                                                                                    | Spadek z II ligi 2017/2018 | Spadek z II ligi 2017/2018 | Spadek z II ligi 2017/2018 |
| --- | -------------------------- | -------------------------- | -------------------------- |
| GWK | Gwardia Koszalin           | 17                         |                            |
| Awans z IV ligi 2017/2018                                                                                     |                            |                            |                            |
| grupa kujawsko-pomorska                                                                                       |                            |                            |                            |
| CHE | Chemik Bydgoszcz           | 1                          |                            |
| grupa pomorska                                                                                                |                            |                            |                            |
| RST | Radunia Stężyca            | 1                          |                            |
| grupa wielkopolska                                                                                            |                            |                            |                            |
| MGN | Mieszko Gniezno            | 1                          |                            |
| grupa zachodniopomorska                                                                                       |                            |                            |                            |
| BAK | Bałtyk Koszalin            | 1                          |                            |
| Oznaczenia: - kolumna pierwsza – skróty nazw drużyn, - kolumna trzecia – miejsce zajęte w poprzednim sezonie. |                            |                            |                            |

Objaśnienia:
1. Mieszko Gniezno, mistrz IV ligi wielkopolskiej północnej wygrał swoje mecze barażowe o awans do III ligi z Victorią Września, mistrzem IV ligi wielkopolskiej południowej.

### Tabela
| Lp. | Drużyna                    | M  | Z  | R  | P  | Bramki | Bramki | Różn. | Pkt | Uwagi                     | Bezpośrednio                |
| --- | -------------------------- | -- | -- | -- | -- | ------ | ------ | ----- | --- | ------------------------- | --------------------------- |
| 1   | Lech II Poznań (M) (A)     | 34 | 23 | 6  | 5  | 86     | 33     | +53   | 75  | Awans do II ligi          |                             |
| 2   | KKS 1925 Kalisz            | 34 | 21 | 6  | 7  | 70     | 37     | +33   | 69  |                           | KAL – RST 3:0 RST – KAL 2:2 |
| 3   | Radunia Stężyca            | 34 | 21 | 6  | 7  | 75     | 37     | +38   | 69  |                           | KAL – RST 3:0 RST – KAL 2:2 |
| 4   | Kotwica Kołobrzeg          | 34 | 20 | 8  | 6  | 70     | 41     | +29   | 68  |                           |                             |
| 5   | Mieszko Gniezno            | 34 | 19 | 4  | 11 | 74     | 53     | +21   | 61  |                           |                             |
| 6   | Polonia Środa Wielkopolska | 34 | 19 | 3  | 12 | 59     | 44     | +15   | 60  |                           |                             |
| 7   | Świt Szczecin              | 34 | 16 | 10 | 8  | 50     | 33     | +17   | 58  |                           |                             |
| 8   | Bałtyk Gdynia              | 34 | 18 | 3  | 13 | 59     | 50     | +9    | 57  |                           |                             |
| 9   | Sokół Kleczew              | 34 | 16 | 5  | 13 | 48     | 50     | −2    | 53  |                           |                             |
| 10  | KP Starogard Gdański       | 34 | 14 | 9  | 11 | 56     | 37     | +19   | 51  |                           |                             |
| 11  | Pogoń II Szczecin          | 34 | 14 | 3  | 17 | 52     | 59     | −7    | 45  |                           |                             |
| 12  | Górnik Konin               | 34 | 12 | 5  | 17 | 46     | 55     | −9    | 41  |                           |                             |
| 13  | Bałtyk Koszalin            | 34 | 12 | 4  | 18 | 57     | 75     | −18   | 40  |                           |                             |
| 14  | Jarota Jarocin             | 34 | 10 | 8  | 16 | 37     | 50     | −13   | 38  |                           |                             |
| 15  | Gwardia Koszalin           | 34 | 10 | 3  | 21 | 35     | 71     | −36   | 33  |                           |                             |
| 16  | Chemik Bydgoszcz (S)       | 34 | 9  | 3  | 22 | 38     | 64     | −26   | 30  | Spadek do IV ligi         |                             |
| 17  | Wierzyca Pelplin (S)       | 34 | 3  | 5  | 26 | 31     | 81     | −50   | 14  | Spadek do IV ligi         |                             |
| 18  | Wda Świecie1 (S)           | 34 | 1  | 5  | 28 | 20     | 93     | −73   | 8   | Spadek do klasy okręgowej |                             |

### Najlepsi strzelcy
| Bramki | Strzelcy         | Drużyna                                           |
| ------ | ---------------- | ------------------------------------------------- |
| 30     | Dawid Retlewski  | KP Starogard Gdański (11), Kotwica Kołobrzeg (19) |
| 20     | Hubert Antkowiak | KKS 1925 Kalisz                                   |
| 19     | Adam Nagórski    | Świt Skolwin                                      |
| 15     | Tomasz Bzdęga    | Mieszko Gniezno                                   |
| 15     | Paweł Łysiak     | Bałtyk Koszalin                                   |
| 14     | Radosław Stępień | Radunia Stężyca                                   |

## Sezon 2017/2018

### Drużyny
W III lidze, grupie II w sezonie 2017/2018 występowało 18 drużyn, które walczyły o miejsce premiowane awansem do II ligi. Trzy ostatnie zespoły spada do IV ligi. Liczba spadkowiczów może zwiększyć się zależnie od liczby drużyn spadających z lig wyższych.
| Uczestnicy sezonu 2016/2017 | Uczestnicy sezonu 2016/2017 | Uczestnicy sezonu 2016/2017 | Uczestnicy sezonu 2016/2017 |
| --------------------------- | --------------------------- | --------------------------- | --------------------------- |
| LP2                         | Lech II Poznań              | 2                           |                             |
| BAŁ                         | Bałtyk Gdynia               | 3                           |                             |
| JAR                         | Jarota Jarocin              | 4                           |                             |
| ELA                         | Elana Toruń                 | 5                           |                             |
| PRZ                         | GKS Przodkowo               | 6                           |                             |
| KLE                         | Sokół Kleczew               | 7                           |                             |
| KAL                         | KKS 1925 Kalisz             | 8                           |                             |
| ŚWS                         | Świt Szczecin               | 9                           |                             |
| WDA                         | Wda Świecie                 | 10                          |                             |
| ŚRW                         | Polonia Środa Wielkopolska  | 11                          |                             |
| KPS                         | KP Starogard Gdański        | 121                         |                             |
| PO2                         | Pogoń II Szczecin           | 13                          |                             |
| GKN                         | Górnik Konin                | 14                          |                             |

| Spadek z II ligi 2016/2017                                                                                    | Spadek z II ligi 2016/2017 | Spadek z II ligi 2016/2017 | Spadek z II ligi 2016/2017 |
| --- | -------------------------- | -------------------------- | -------------------------- |
| KOT | Kotwica Kołobrzeg          | 16                         |                            |
| Awans z IV ligi 2016/2017                                                                                     |                            |                            |                            |
| grupa kujawsko-pomorska                                                                                       |                            |                            |                            |
| USK | Unia Solec Kujawski        | 1                          |                            |
| grupa pomorska                                                                                                |                            |                            |                            |
| PEL | Wierzyca Pelplin           | 1                          |                            |
| grupa wielkopolska                                                                                            |                            |                            |                            |
| COW | Centra Ostrów Wielkopolski | 12                         |                            |
| grupa zachodniopomorska                                                                                       |                            |                            |                            |
| ENG | Energetyk Gryfino          | 1                          |                            |
| Oznaczenia: - kolumna pierwsza – skróty nazw drużyn, - kolumna trzecia – miejsce zajęte w poprzednim sezonie. |                            |                            |                            |

Objaśnienia:
1. KS Chwaszczyno przed startem rozgrywek przekazał licencję i miejsce w III lidze w sezonie 2017/2018 KP Starogard Gdański, wicemistrzowi IV ligi pomorskiej i będzie występował w gdańskiej klasie B.
2. Centra Ostrów Wielkopolski, mistrz IV ligi wielkopolskiej południowej wygrał swoje mecze barażowe o awans do III ligi z Lubuszaninem Trzcianka, mistrzem IV ligi wielkopolskiej północnej.

### Tabela
| Lp. | Drużyna                        | M  | Z  | R | P  | Bramki | Bramki | Różn. | Pkt | Uwagi                       | Bezpośrednio |
| --- | ------------------------------ | -- | -- | - | -- | ------ | ------ | ----- | --- | --------------------------- | ------------ |
| 1   | Elana Toruń (M) (A)            | 34 | 24 | 5 | 5  | 71     | 24     | +47   | 77  | Awans do II ligi            |              |
| 2   | Świt Szczecin                  | 34 | 23 | 4 | 7  | 70     | 27     | +43   | 73  |                             |              |
| 3   | Bałtyk Gdynia                  | 34 | 22 | 3 | 9  | 74     | 36     | +38   | 69  |                             |              |
| 4   | Lech II Poznań                 | 34 | 20 | 6 | 8  | 69     | 34     | +35   | 66  |                             |              |
| 5   | KKS 1925 Kalisz                | 34 | 19 | 6 | 9  | 52     | 33     | +19   | 63  |                             |              |
| 6   | Polonia Środa Wielkopolska     | 34 | 17 | 9 | 8  | 63     | 41     | +22   | 60  |                             |              |
| 7   | Sokół Kleczew                  | 34 | 17 | 8 | 9  | 52     | 32     | +20   | 59  |                             |              |
| 8   | Kotwica Kołobrzeg              | 34 | 17 | 6 | 11 | 48     | 37     | +11   | 57  |                             |              |
| 9   | KP Starogard Gdański           | 34 | 15 | 6 | 13 | 46     | 32     | +14   | 51  |                             |              |
| 10  | Pogoń II Szczecin              | 34 | 14 | 7 | 13 | 44     | 54     | −10   | 49  |                             |              |
| 11  | Jarota Jarocin                 | 34 | 11 | 9 | 14 | 45     | 50     | −5    | 42  | JAR – PEL 2:0 PEL – JAR 1:1 |              |
| 12  | Wierzyca Pelplin               | 34 | 12 | 6 | 16 | 38     | 47     | −9    | 42  | JAR – PEL 2:0 PEL – JAR 1:1 |              |
| 13  | Wda Świecie                    | 34 | 10 | 5 | 19 | 52     | 72     | −20   | 35  |                             |              |
| 14  | Górnik Konin                   | 34 | 9  | 7 | 18 | 40     | 61     | −21   | 34  |                             |              |
| 15  | Centra Ostrów Wielkopolski (S) | 34 | 9  | 5 | 20 | 38     | 67     | −29   | 32  | Spadek do IV ligi           |              |
| 16  | GKS Przodkowo (S)              | 34 | 7  | 4 | 23 | 38     | 75     | −37   | 25  | Spadek do IV ligi           |              |
| 17  | Unia Solec Kujawski (S)        | 34 | 4  | 7 | 23 | 33     | 80     | −47   | 19  | Spadek do IV ligi           |              |
| 18  | Energetyk Gryfino1 (S)         | 34 | 2  | 5 | 27 | 9      | 80     | −71   | 11  | Spadek do klasy A           |              |

### Najlepsi strzelcy
| Bramki | Strzelcy            | Drużyna                                    |
| ------ | ------------------- | ------------------------------------------ |
| 26     | Mateusz Kuzimski    | Bałtyk Gdynia                              |
| 20     | Dawid Retlewski     | Wda Świecie (9), KP Starogard Gdański (11) |
| 17     | Krzysztof Bartoszak | Polonia Środa Wielkopolska                 |
| 14     | Dominik Chromiński  | Jarota Jarocin                             |
| 14     | Michał Kołodziejski | Świt Skolwin                               |
| 13     | Bartosz Czerwiński  | Wda Świecie                                |
| 13     | Rafał Jankowski     | KKS 1925 Kalisz                            |
| 13     | Filip Kozłowski     | Elana Toruń                                |
| 13     | Kamil Walków        | Świt Skolwin                               |

## Sezon 2016/2017

### Drużyny
W III lidze, grupie II w sezonie 2016/2017 występowało 18 drużyn, które walczyły o miejsce premiowane awansem do II ligi. Trzy ostatnie zespoły spada do IV ligi. Liczba spadkowiczów może zwiększyć się zależnie od liczby drużyn spadających z lig wyższych.
| Uczestnicy sezonu 2015/2016          | Uczestnicy sezonu 2015/2016 | Uczestnicy sezonu 2015/2016 | Uczestnicy sezonu 2015/2016 |
| ------------------------------------ | --------------------------- | --------------------------- | --------------------------- |
| grupa kujawsko-pomorsko-wielkopolska |                             |                             |                             |
| LP2                                  | Lech II Poznań              | 3                           |                             |
| KLE                                  | Sokół Kleczew               | 4                           |                             |
| JAR                                  | Jarota Jarocin              | 5                           |                             |
| ŚRW                                  | Polonia Środa Wielkopolska  | 6                           |                             |
| WDA                                  | Wda Świecie                 | 7                           |                             |
| KAL                                  | KKS 1925 Kalisz             | 8                           |                             |
| ELA                                  | Elana Toruń                 | 91                          |                             |
| grupa pomorsko-zachodniopomorska     |                             |                             |                             |
| WOL                                  | Vineta Wolin                | 12                          |                             |
| PRZ                                  | GKS Przodkowo               | 2                           |                             |
| BAŁ                                  | Bałtyk Gdynia               | 3                           |                             |
| ŚWS                                  | Świt Szczecin               | 4                           |                             |
| CHW                                  | KS Chwaszczyno              | 5                           |                             |
| PO2                                  | Pogoń II Szczecin           | 6                           |                             |
| GWK                                  | Gwardia Koszalin            | 7                           |                             |

| Spadek z II ligi 2015/2016                                                                                    | Spadek z II ligi 2015/2016 | Spadek z II ligi 2015/2016 | Spadek z II ligi 2015/2016 |
| --- | -------------------------- | -------------------------- | -------------------------- |
| brak spadkowicza                                                                                              |                            |                            |                            |
| Awans z IV ligi 2015/2016                                                                                     |                            |                            |                            |
| grupa kujawsko-pomorska                                                                                       |                            |                            |                            |
| CHE | Chemik Bydgoszcz           | 23                         |                            |
| grupa pomorska                                                                                                |                            |                            |                            |
| LĘB | Pogoń Lębork               | 1                          |                            |
| grupa wielkopolska                                                                                            |                            |                            |                            |
| GKN | Górnik Konin               | 14                         |                            |
| grupa zachodniopomorska                                                                                       |                            |                            |                            |
| LEM | Leśnik Manowo              | 1                          |                            |
| Oznaczenia: - kolumna pierwsza – skróty nazw drużyn, - kolumna trzecia – miejsce zajęte w poprzednim sezonie. |                            |                            |                            |

Objaśnienia:
1. Pelikan Niechanowo, wicemistrz III ligi kujawsko-pomorsko-wielkopolskiej zrezygnował z gry w III lidze po zakończeniu sezonu 2015/2016, w związku z czym dodatkowo utrzymała się Elana Toruń.
2. Vineta Wolin przegrała swoje mecze barażowe o awans do II ligi z Odrą Opole, mistrzem III ligi opolsko-śląskiej.
3. Rol.Ko Konojady, mistrz IV ligi kujawsko-pomorskiej zrezygnował z awansu do III ligi (drużyna została rozwiązana), dzięki czemu awansował wicemistrz Chemik Bydgoszcz.
4. Górnik Konin, mistrz IV ligi wielkopolskiej południowej wygrał swoje mecze barażowe o awans do III ligi z Wartą Międzychód, mistrzem IV ligi wielkopolskiej północnej.

### Tabela
| Lp. | Drużyna                    | M  | Z  | R  | P  | Bramki | Bramki | Różn. | Pkt | Uwagi                       | Bezpośrednio |
| --- | -------------------------- | -- | -- | -- | -- | ------ | ------ | ----- | --- | --------------------------- | ------------ |
| 1   | Gwardia Koszalin (M) (A)   | 34 | 20 | 6  | 8  | 55     | 32     | +23   | 66  | Awans do II ligi            |              |
| 2   | Lech II Poznań             | 34 | 20 | 5  | 9  | 71     | 38     | +33   | 65  |                             |              |
| 3   | Bałtyk Gdynia              | 34 | 19 | 7  | 8  | 55     | 34     | +21   | 64  |                             |              |
| 4   | Jarota Jarocin             | 34 | 17 | 8  | 9  | 57     | 47     | +10   | 59  |                             |              |
| 5   | Elana Toruń                | 34 | 16 | 10 | 8  | 70     | 42     | +28   | 58  |                             |              |
| 6   | GKS Przodkowo              | 34 | 15 | 12 | 7  | 62     | 40     | +22   | 57  |                             |              |
| 7   | Sokół Kleczew              | 34 | 16 | 7  | 11 | 60     | 47     | +13   | 55  |                             |              |
| 8   | KKS 1925 Kalisz            | 34 | 16 | 6  | 12 | 44     | 44     | 0     | 54  | KKS – ŚWS 1:1 ŚWS – KKS 0:2 |              |
| 9   | Świt Szczecin              | 34 | 15 | 9  | 10 | 55     | 42     | +13   | 54  | KKS – ŚWS 1:1 ŚWS – KKS 0:2 |              |
| 10  | Wda Świecie                | 34 | 14 | 7  | 13 | 66     | 53     | +13   | 49  |                             |              |
| 11  | Polonia Środa Wielkopolska | 34 | 12 | 11 | 11 | 44     | 44     | 0     | 47  |                             |              |
| 12  | KS Chwaszczyno1            | 34 | 14 | 4  | 16 | 56     | 63     | −7    | 46  |                             |              |
| 13  | Pogoń II Szczecin          | 34 | 13 | 5  | 16 | 46     | 50     | −4    | 44  |                             |              |
| 14  | Górnik Konin               | 34 | 10 | 10 | 14 | 44     | 51     | −7    | 40  |                             |              |
| 15  | Chemik Bydgoszcz (S)       | 34 | 10 | 6  | 18 | 39     | 59     | −20   | 36  | Spadek do IV ligi           |              |
| 16  | Pogoń Lębork (S)           | 34 | 9  | 3  | 22 | 36     | 71     | −35   | 30  | Spadek do IV ligi           |              |
| 17  | Vineta Wolin (S)           | 34 | 5  | 7  | 22 | 37     | 67     | −30   | 22  | Spadek do IV ligi           |              |
| 18  | Leśnik Manowo (S)          | 34 | 3  | 1  | 30 | 22     | 95     | −73   | 10  | Spadek do IV ligi           |              |

### Najlepsi strzelcy
| Bramki | Strzelcy         | Drużyna        |
| ------ | ---------------- | -------------- |
| 24     | Łukasz Stasiak   | GKS Przodkowo  |
| 22     | Łukasz Zagdański | Elana Toruń    |
| 20     | Paweł Tomczyk    | Lech II Poznań |
| 19     | Hubert Antkowiak | Jarota Jarocin |
| 17     | Łukasz Cichos    | Sokół Kleczew  |
| 17     | Adam Nagórski    | Vineta Wolin   |